# Schwing Stetter
Die SCHWING Stetter GmbH mit Sitz im oberschwäbischen Memmingen ist ein Hersteller von Betonmischanlagen und Betontransportsystemen. Mit über 600 Mitarbeitern am Standort in Memmingen ist die Stetter GmbH einer der größten Arbeitgeber in der Stadt. 1982 wurde sie von der Firma Schwing übernommen und als weiterhin eigenständige Firma in den Konzern eingegliedert. Stetter ist gegenwärtig der weltgrößte Hersteller von Fahrmischern.

## Geschichte

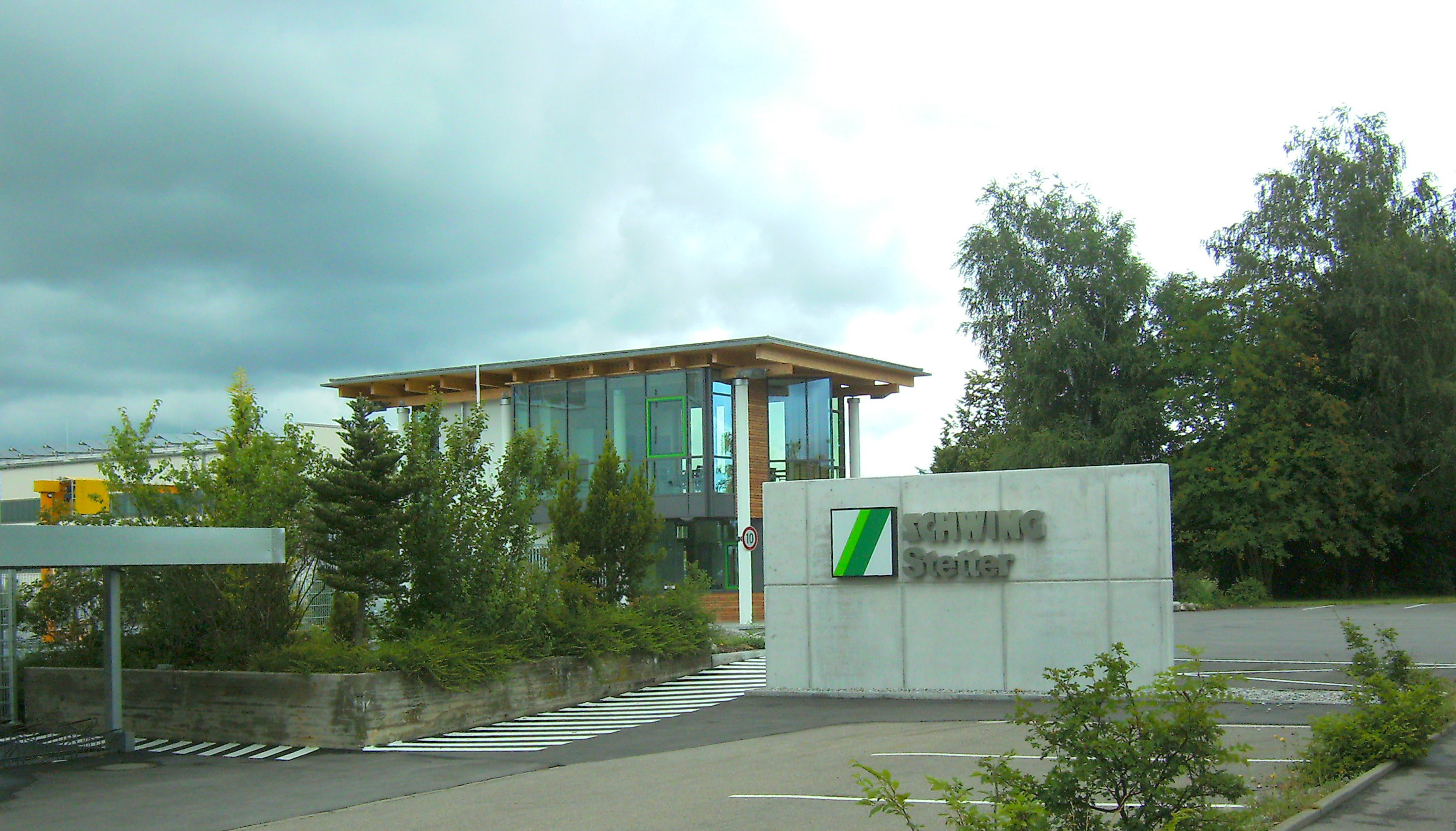
Schwing Stetter Memmingen

Der Hauptsitz befindet sich in Memmingen. 1945 entstand aus einer ehemaligen Schmiede die Firma Stetter, die sich schon früh auf Betonmischgeräte spezialisierte. Der erste Transportbetonmischer auf einem Lastwagenfahrgestell von Magirus-Deutz wurde 1958 auf der Hannover Messe vorgestellt. Durch Entwicklungen wie integriertem Hydraulikantrieb, Direktantrieb, spezielle Trommelform, Gestaltung der Spiralen im Auslaufbereich und integrierte Ölkühl- und Filtersystemen erarbeitete sich die Stetter GmbH einen festen Platz in der Branche. Bereits Ende der 60er Jahre ist er Marktführer in seinem Segment. Von 1958 bis 1994 wurden über 50.000 Transportmischer verkauft. Die Transportbetonmischer werden auf Fahrgestellen von über 15 verschiedenen Herstellern in bis zu 300 unterschiedlichen Ausführungen aufgebaut. Die Anpassung auf länderspezifische Vorgaben und Arbeitsweisen machen diese Vielfalt notwendig.
1982 wurde die Gesellschaft von der Firma Schwing übernommen. Schwing stellte bis dahin unter anderem Bauwinden, Bauaufzüge, mobile Turmdrehkrane, Universal-Kletterkrane, Erdbewegungsmaschinen, Beton- und Mörtel-Mischmaschinen her und sah in der Stetter GmbH eine sinnvolle Ergänzung ihrer Produktpalette. Als Geschäftsform wurde die GmbH gewählt. Die bisher am Standort Memmingen bestehenden Abteilungen wurden beibehalten und weitergeführt. So besitzt die Stetter GmbH eine eigene Forschungs- und Entwicklungsabteilung, speziell für die auf dem Markt befindlichen Produkte, die Personalabteilung und eine eigene Geschäftsführung.
Im Jahr 2007 wurden circa 8000 Fahrmischer mit einem Umsatz von circa 170 Millionen Euro ausgeliefert. Die Stetter GmbH ist damit der weltgrößte Hersteller von Fahrmischern. Inzwischen werden mehr als 80 Prozent des Umsatzes im Ausland erzielt.

## Produkte

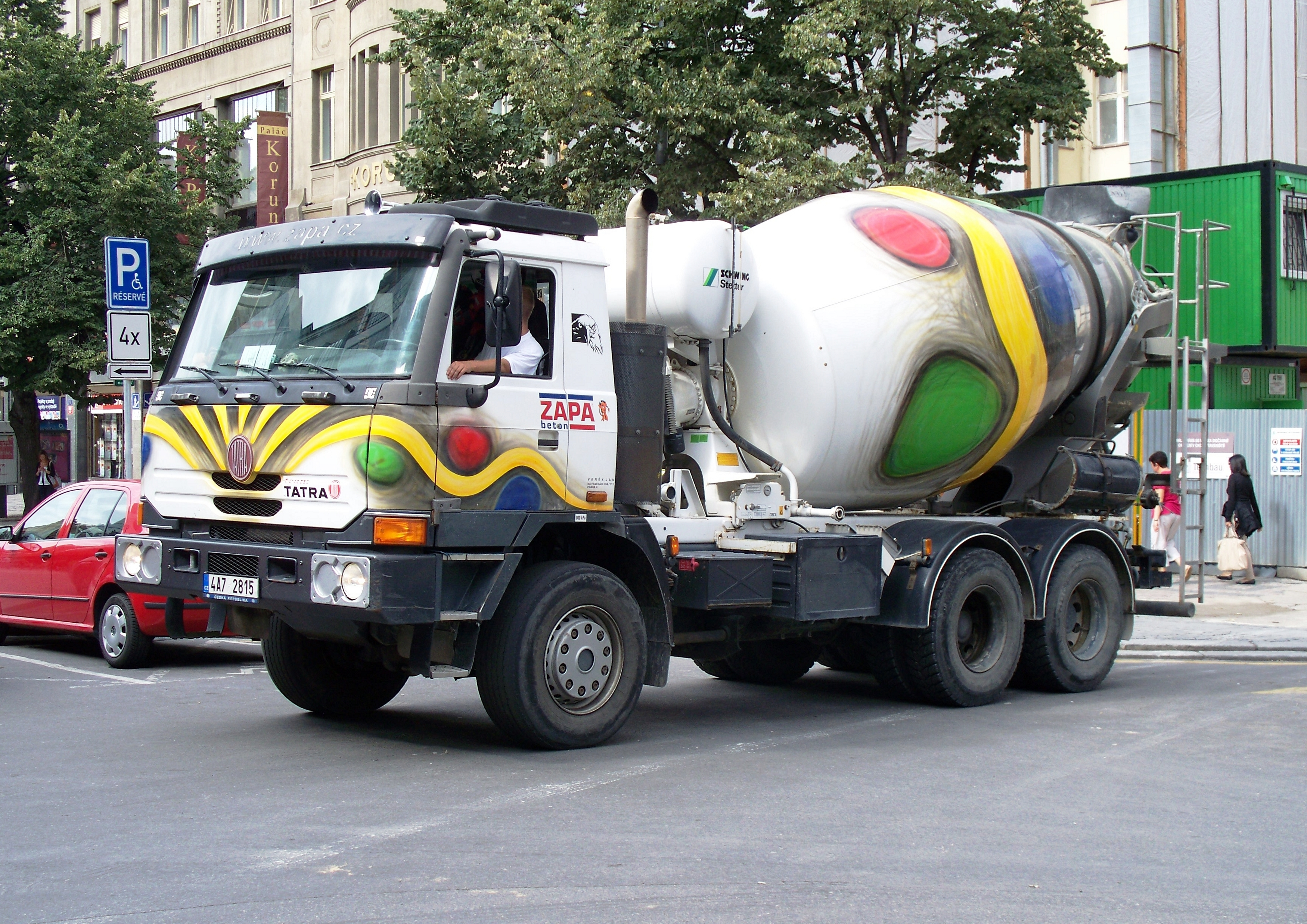
Ein Betonmischer von Schwing Stetter auf der Cab-Chassis eines Tatra 815

Das Unternehmen stellt Transportbetonmischer, mobile und feste Betonmischanlagen und Restbeton-Aufbereitungsanlagen im Memminger Werk her. Stetter-Fahrmischer werden in vier verschiedenen Klassen angeboten, Basic Line als Standard, Light Line als besonders gewichtsarmer Mischer, Heavy Duty Line für den harten Einsatz und für besonders hohe Zuladung die Trailer Line. Mit den Betonmischanlagen wird der Beton vollautomatisch in angegebener Zusammensetzung gemischt und gleich verladen. Durch das gesteigerte Umweltbewusstsein der Bevölkerung und der Industrie, zur Kostensenkung und durch behördliche Vorschriften war es notwendig, Aufbereitungsanlagen für Restbeton zu entwickeln.

## Niederlassungen
In Österreich, Frankreich, der Türkei, Russland, China, Indien und in den USA werden Niederlassungen unterhalten.